# Hetereleotris
Hetereleotris és un gènere de peixos de la família dels gòbids i de l'ordre dels perciformes.

## Taxonomia
- Hetereleotris apora (Hoese & Winterbottom, 1979)
- Hetereleotris bipunctata (Tortonese, 1976)
- Hetereleotris caminata (Smith, 1958)
- Hetereleotris diademata (Rüppell, 1830)
- Hetereleotris georgegilli (Gill, 1998)
- Hetereleotris kenyae (Smith, 1958)
- Hetereleotris margaretae (Hoese, 1986)
- Hetereleotris nebulofasciata (Smith, 1958)
- Hetereleotris poecila (Fowler, 1946)
- Hetereleotris readerae (Hoese & Larson, 2005)[2]
- Hetereleotris sticta (Hoese & Larson, 2005)[2]
- Hetereleotris tentaculata (Smith, 1958)
- Hetereleotris vinsoni (Hoese, 1986)
- Hetereleotris vulgaris (Klunzinger, 1871)
- Hetereleotris zanzibarensis (Smith, 1958)
- Hetereleotris zonata (Fowler, 1934)[3][4][5][6][7][8]